# Rwashi (cours d'eau)
Cet article concerne le cours d’eau. Pour la commune de Lubumbashi, voir Rwashi.
La Rwashi, aussi écrit Ruashi est une rivière du Haut-Katanga en république démocratique du Congo et un affluent de la rivière Kafubu. 

## Géographie
La Rwashi prend source à l’est du centre-ville de Lubumbashi, dans la commune de la Rwashi. Elle se jette dans la Kafubu à une quarantaine de kilomètres à l’est de la ville.